# Solandra wielka
Solandra wielka (Solandra maxima Mill.) – gatunek rośliny z rodziny psiankowatych.  Roślina trująca. Pochodzi z Meksyku.

## Morfologia
PokrójRoślina pnąca, osiągająca wysokość do 12 m, w uprawie często prowadzona jako krzew.
LiścieNaprzemianległe, skórzaste, szerokoeliptyczne do podługowatych, o długości do 18 cm.
KwiatyDuże,  żółte, z czasem ciemniejące, kielich długości do 8 cm,  korona szerokości do 15 cm. Środkiem każdego płatka biegnie sięgająca głęboko w gardziel ciemna smuga.
OwoceKuliste jagody o średnicy do 7 cm.

## Zastosowanie
- Sadzona jako roślina ozdobna.
- Wykorzystywana do produkcji środków odurzających.